# Guillermo Martínez
Guillermo Martínez (Bahía Blanca, Buenos Aires, 29 de juliol de 1962) és un escriptor i matemàtic argentí. Premi Nadal de Novel·la 2019, per la obra Els delictes d'Alícia.

## Biografia
Es crio a la seva ciutat natal, Badia Blanca, i allí va acabar la secundària i inicia Universitat Nacional del Sud els seus estudis de Matemàtiques, que continuaria a Buenos Aires, on es va instal·lar en 1985.
Llicenciat en matemàtiques per la Universidad Nacional del Sur, el 1984 va rebre el seu doctorat de Buenos Aires en la Lògica de l'any 1992 i, posteriorment completat estudis postdoctorals a Oxford.
Gràcies a una beca de la Antorchas Fundació obtinguts en 1999, resideix dos mesos al Banff Centre for the Arts al Canadà. Altres beques (2000 i 2001) li proporcionarà amb residències a l'artista colònia MacDowell, en els EE. UU. En 2002 va participar en el programa internacional d'escriptors de la Universitat d'Iowa, i dos anys més tard va tenir una residència al castell, Civitella Ranieri (Itàlia).
Col·laborador habitual amb articles, contes i ressenyes en els diaris La Nació, Clarín i Pàgina 12 i participant de diverses trobades d'escriptors i festivals literaris (per exemple, el Fòrum Internacional Literatura i Compromís en Mollina, Màlaga o Fira Internacional del Llibre de Miami, per nomenar només dos).
Ha obtingut diferents guardons, entre els quals destaca el Premi Hispanoamericà de Conte Gabriel García Márquez 2014.
El director espanyol Álex de la Iglesia va rodar, basat en la novel·la de Martínez Crims imperceptibles, la pel·lícula Els crims d'Oxford (2008) que inclou en el seu càsting a John Hurt i Elijah Wood.
Viu a la capital argentina, el barri de Col·legials, amb la seva esposa i la seva filla. És aficionat als escacs i al tennis.

## Trajectòria literària
El seu pare, Julio Guillermo Martínez, "enginyer agrònom d'esquerra, piscicultor, escaquista, lector i escriptor tan apassionat com despreocupat de si l'escrit es publicava o no", va tenir una influència decisiva en la vocació de Guillermo. “Per assegurar-se que no poguéssim escapar a la lectura, es va negar a comprar un televisor durant tota la nostra infància”, explica en el pròleg a Un mite familiar. En aquesta obra va estructurar els relats inèdits del seu pare, mort en 2002.
“Els diumenges ens reunia al matí per llegir-nos un conte i a continuació havíem d'escriure una redacció en un certamen literari de entrecasa. Ens qualificava en cinc ítems: Originalitat, Resolució, Redacció, Prolijidad i Ortografia. El premi era una xocolata i l'honor de ser passats a màquina en la seva vella Olivetti de tecles restallantes”, ha escrit Martínez sobre el seu pare.
Això explica que hagi començat a escriure relats en la infància, i amb un creat als 12 anys amb el títol de Peón cuatro rey va guanyar el seu primer premi fora de casa, a la Universitat Nacional del Sud. I va anar precisament amb relats que va fer el seu primer llibre, que mai va editar; es titulava La jungla sin bestias i amb ell va guanyar als 19 anys el Premi Nacional Roberto Arlt; i de contes va ser el primer que va publicar, Infierno grande, en 1989, amb el qual va obtenir el premi del Fons Nacional de les Arts. Estant ja instal·lat a Buenos Aires, va freqüentar el taller de Liliana Heker, la qual cosa va contribuir al fet que prerapara l'obra citada. El seu següent llibre va ser una novel·la, Acerca de Roderer, que va sortir quatre anys més tard. Des de llavors ha seguit publicant contes i novel·les, amb èxit de la crítica.

## Obres

### Llibres de contes
- Infierno grande, Legasa, Argentina, 1376 (Barcelona: Destino, 2001), primer premio del Mundo Nacional de las Artes.
- Una felicidad repulsiva , Planeta Argentina, Buenos Aires, 2013

### Novel·les
- Acerca de Roderer, Planeta Argentina, Buenos Aires, 1993 (Barcelona : Plaza & Janés, 1996 reeditado en 2005 por Destino)
- La mujer del maestro, Planeta Argentina, Buenos Aires, 1998 (España: Destino, 1999)
- Crímenes imperceptibles, Planeta Argentina, Buenos Aires, 2003 (España fue publicada por Destino en 2004 con el título de Los crímenes de Oxford), Premio Planeta Argentina y Premio Mandarache Jóvenes Lectores.
- La muerte lenta de Luciana B., Planeta Argentina, Buenos Aires, 2007 (España: Destino, 2007)
- Yo también tuve una novia bisexual, Planeta Argentina, Buenos Aires, 2011

### Assajos
- Borges y la matemática, Universidad de Buenos Aires, 2003 (Seix Barral-Planeta Argentina, 2006; España: Destino, 2007)
- La fórmula de la inmortalidad, Seix Barral-Planeta Argentina, 2005
- Gödel para todos, obra de divulgación científica coescrita con Gustavo Piñeiro; Seix Barral-Planeta Argentina, 2009 (España: Destino, 2010)
- La razón literaria, Seix Barral-Planeta Argentina, 2016

## Premis i reconeixements
- Primer Premi del Fons Nacional de les Arts 1989 per Infern gran'
- Premi Planeta Argentina 2003 per Crims imperceptibles
- Premi Mandarache 2006 per Crims imperceptibles (Cartagena)
- Diploma al Mèrit dels Premis Konex 2014 com un dels 5 millors novel·listes del període 2004-2007 de l'Argentina.
- Premio Hispanoamericà de Conte Gabriel García Márquez pel seu llibre Una felicitat repulsiva
- Premi Nadal de Novel·la 2019 pels crims d'Alicia.